# Salsiccia rossa di Castelpoto
La salsiccia rossa di Castelpoto è un insaccato di suino tutelato da un presidio Slow Food.